# Hipposideros ruber
Hipposideros ruber (Noack, 1893) è un pipistrello della famiglia degli Ipposideridi diffuso nell'Africa subsahariana.

## Descrizione

### Dimensioni
Pipistrello di medie dimensioni, con la lunghezza totale tra 82 e 94 mm, la lunghezza dell'avambraccio tra 47 e 55 mm, la lunghezza della coda tra 24 e 38 mm, la lunghezza del piede tra 7 e 12 mm, la lunghezza delle orecchie tra 11 e 20 mm e un peso fino a 12 g.

### Aspetto
La pelliccia è lunga, lanuginosa, fine e setosa. Il colore generale del corpo varia dal marrone al bruno-grigiastro scuro, talvolta con dei riflessi bruno-rossastri e con la base dei peli più scura. È presente una fase completamente arancione. Le orecchie sono corte, larghe, con l'estremità appuntita e l'antitrago poco sviluppato. La foglia nasale presenta una porzione anteriore con due fogliette supplementari su ogni lato, un setto nasale poco sviluppato, una porzione posteriore priva di setti e con il margine superiore semi-circolare. È presente in entrambi i sessi una sacca frontale. Le membrane alari sono bruno-nerastre. La coda è lunga e si estende leggermente oltre l'ampio uropatagio. Il primo premolare superiore è piccolo e situato leggermente fuori la linea alveolare. 

### Ecolocazione
Emette ultrasuoni ad alto ciclo di lavoro sotto forma di impulsi a frequenza costante di 131,8–144 kHz.

## Biologia

### Comportamento
Si rifugia in piccoli gruppi o grandi colonie di diverse migliaia di individui nelle grotte, crepacci, gallerie minerarie, tetti di case, edifici abbandonati, sotto i ponti, nelle cavità degli alberi e in tane di grossi animali. L'umidità inei siti è notevolmente variabile.  L'attività predatoria inizia al calare del buio e si svolge in maniera intermittente con due picchi, il primo due ore dopo e l'altro poco prima dell'alba. Il volo è lento e considerevolmente manovrato. Può spiccare il volo da terra e rimanere sospeso in volo per breve tempo.

### Alimentazione
Si nutre di insetti, particolarmente coleotteri, falene, ditteri ed isotteri catturati nella densa vegetazione.

### Riproduzione
Danno alla luce un piccolo alla volta a marzo ed aprile a nord dell'equatore mentre a ottobre e dicembre nella parte più meridionale dell'areale. È stato registrato anche uno sviluppo embrionico ritardato nella popolazione della Tanzania, dove gli accoppiamenti, l'ovulazione e la fertilizzazione avvengono da giugno a luglio seguiti da un ritardo di circa due mesi dopo il quale le nascite avvengono in dicembre.

## Distribuzione e habitat
Questa specie è diffusa nell'Africa subsahariana, dal Senegal ad ovest fino all'Etiopia occidentale ad est e il Mozambico nord-occidentale a sud.
Vive nelle foreste pluviali di pianura, foreste ripariali, relitte, montane e savane alberate.

## Tassonomia
Sono state riconosciute 2 sottospecie:
- H.r.ruber: Repubblica Centrafricana, Repubblica del Congo, Repubblica Democratica del Congo, Ciad meridionale, Ruanda, Burundi, Etiopia occidentale, Sudan del Sud, Sudan meridionale, Uganda, Kenya occidentale e sud-orientale, Tanzania, Malawi, Angola, Zambia e Mozambico nord-occidentale.
- H.r.guineensis (K. Andersen, 1906): Senegal, Gambia, Mali meridionale, Guinea-Bissau, Guinea, Liberia, Sierra Leone, Costa d'Avorio, Ghana, Togo, Benin, Burkina Faso, Niger, Nigeria, Rio Muni, isola di Bioko, Camerun e Gabon.

## Conservazione
La IUCN Red List, considerato il vasto areale e la popolazione presumibilmente numerosa, classifica H.ruber come specie a rischio minimo (Least Concern)).